# Pararge dilutior
Pararge dilutior är en fjärilsart som beskrevs av Schultz 1908. Pararge dilutior ingår i släktet Pararge och familjen praktfjärilar. Inga underarter finns listade i Catalogue of Life.